# 구보니와 료타
구보니와 료타(일본어: 久保庭 良太, 2001년 10월 24일~)는 일본의 축구 선수이다.

## 구단 경력
그는 2023년 J2리그의 제프 유나이티드 지바에 입단했다.